# Hannah Einbinder

Hannah Einbinder (2024)

Hannah Marie Einbinder (* 21. Mai 1995 in Los Angeles, Kalifornien) ist eine US-amerikanische Schauspielerin und Comedian. Bekannt wurde sie durch die Rolle der Ava in der HBO-Max-Serie Hacks, für die sie für mehrere Auszeichnungen nominiert wurde.

## Leben
Einbinder ist die Tochter von Laraine Newman, eines ehemaligen Saturday-Night-Live-Mitglieds, und Chad Einbinder. Ihre Familie ist jüdisch und sie wuchs in Los Angeles auf. Sie nennt Dana Gould, Janeane Garofalo, Bo Burnham und Maria Bamford als ihre Inspirationen und Einflüsse. Einbinder erwarb einen Bachelor of Fine Arts in „television writing“ und Produktion an der Chapman University.
Einbinder ist bisexuell.

## Karriere
2019 trat Einbinder beim „Just for Laughs Festival“ in der Kategorie „New Faces showcase“ auf und wurde von „National Public Radio“ als eine der 10 herausragenden Comedians genannt, die man im Auge behalten sollte. Außerdem wurde sie von Vulture als eine der besten neuen aufstrebenden Comedians genannt, die man 2019 im Auge behalten sollte; sie wurde für ihren „erfrischend absurden Charme“ ausgezeichnet.
Ihr Fernsehdebüt gab sie im März 2020 in der The Late Show with Stephen Colbert, sie war zu diesem Zeitpunkt die jüngste Person, die in der Show ein Stand-up-Set darbot. Es war der letzte Stand-up-Auftritt in der Show für fünfzehn Monate, da damals die COVID-19-Pandemie begann.
Seit 2021 spielte Einbinder an der Seite von Jean Smart und Carl Clemons-Hopkins die Rolle der Ava in der Comedy-Serie Hacks, die erstmals auf HBO Max veröffentlicht wurde. Die erste Staffel der Serie erhielt insgesamt 15 Emmy-Nominierungen, darunter Schauspielnominierungen für Einbinder, Smart und Clemons-Hopkins. Die dritte Staffel hatte ihre Premiere am 2. Mai 2024, eine vierte Staffel ist in Auftrag gegeben.

## Filmografie (Auswahl)
- 2018: How to Be Broke (Fernsehserie, eine Episode)
- 2021:  North Hollywood
- seit 2021: Hacks (Fernsehserie)
- 2023: Die verrückte Geschichte der Welt, Teil II (History of the World, Part II, Fernsehserie, eine Episode)
- 2023: Julia (Fernsehserie, eine Episode)

## Auszeichnungen
Primetime Emmy Award
- 2021: Nominierung als beste Nebendarstellerin in einer Comedyserie für Hacks
- 2022: Nominierung für beste Nebendarstellerin in einer Comedyserie für Hacks

Golden Globe Award
- 2022: Nominierung als beste Serien-Hauptdarstellerin – Komödie oder Musical für Hacks
- 2023: Nominierung als beste Nebendarstellerin – Drama- oder Komödien-/Musical-Serie für Hacks

Screen Actors Guild Award
- 2022: Nominierung als Teil des besten Schauspielensembles in einer Comedyserie für Hacks
- 2023: Nominierung als Teil des besten Schauspielensembles in einer Comedyserie für Hacks

Critics’ Choice Television Award
- 2022: Nominierung als beste Nebendarstellerin in einer Comedyserie für Hacks